# 自然類
音韻論における自然類（しぜんるい、natural class）とは、ある言語における音素のうち、特定の弁別的素性を共有するものの集合である。自然類は、音素が共通の音韻過程へ関与することによって決定され、また適切な記述を行うために必要最小限の素性数をもって表される。

## 概要
自然類は、調音方法や調音部位、有声性、継続性などの調音・音響音声学的特徴に関する弁別的素性によって定義される。例えば/p/・/t/・/k/といった音からなる集合は、標準アメリカ英語における無声破裂音の自然類である。この他にも、有声破裂音（/b/・/d/・/g/）や無声摩擦音（/f/・/θ/・/s/・/ʃ/・/h/）、共鳴音、母音などいくつかの自然類が存在する。
さらに例を挙げると、ノーム・チョムスキーとモリス・ハレによる体系では、[-continuant]（継続性なし）・[-voice]（有声性なし）という２つの二元的素性を用いて特定することにより、無声破裂音の自然類を定義している。この自然類には、[-continuant] （継続的な発音が不可）および [-voice] （声帯振動を伴う発音が不可）両方の素性を有する任意の音が含まれており、したがってすべての無声破裂音が唯一的に特定されているのである。
また無声破裂音の自然類では、[+continuant]（継続性あり）もしくは [+voice]（有声性あり）の素性を有していないことが暗に示されている。これは、[+continuant]（伸ばして発音することが可能）または[+voice]（声帯振動を伴う発音）のいずれかの素性を持つ音が、すべて無声破裂音の自然類から除外されることを意味している。無声破裂音の自然類が、無声破裂音以外の音を含むあらゆる自然類と排他的であるということである。例えば、[+continuant] の素性を持つ無声摩擦音や、[+voice] の素性を持つ有声破裂音、[+continuant] および [+voice] の素性を持つ流音・母音は除外の対象となる。
無声破裂音は他にも、[+consonantal]（子音性あり）や [-lateral]（側音性なし）といった素性も持ち合わせている。しかし、すでに [-continuant] と [-voice] をもってすべての無声破裂音を包含し、かつその他すべての音を排除しているので、これらの余分な素性は自然類の記述に関係がなく、ゆえに不必要である。
自然類の諸要素は、同一の音韻環境において同様の振る舞いを見せ、その環境に生じた音に対する影響もまた同様であることが期待される。